# Тшцинське
Тшцинське (пол. Trzcińskie) — село в Польщі, у гміні Турошль Кольненського повіту Підляського воєводства.
Населення — 72 особи (2011).
У 1975-1998 роках село належало до Ломжинського воєводства.

## Демографія
Демографічна структура станом на 31 березня 2011 року:
|          | Загалом | Допрацездатний вік | Працездатний вік | Постпрацездатний вік |
| -------- | ------- | ------------------ | ---------------- | -------------------- |
| Чоловіки | 40      | 9                  | 28               | 3                    |
| Жінки    | 32      | 2                  | 21               | 9                    |
| Разом    | 72      | 11                 | 49               | 12                   |